# Leggadina lakedownensis
Il topo dalla coda corta settentrionale (Leggadina lakedownensis  Watts, 1976) è un roditore della famiglia dei Muridi endemico dell'Australia.

## Descrizione
Roditore di piccole dimensioni, con la lunghezza della testa e del corpo tra 65 e 78 mm, la lunghezza della coda tra 40 e 50 mm, la lunghezza del piede tra 14 e 16 mm, la lunghezza delle orecchie tra 11,0 e 13 mm e un peso fino a 25 g.

Le parti superiori sono grigio brunastro. Le parti inferiori sono bianche. La linea di demarcazione lungo i fianchi è sfumata. Talvolta sono presenti delle strisce scure che si estendono dalle orecchie fino agli occhi, circondati di anelli di peli più chiari. La coda è più corta della testa e del corpo. Il cariotipo è 2n=48 FN=50.

## Biologia

### Riproduzione
Le femmine partoriscono fino a 4 piccoli due volte l'anno, dopo una gestazione di 30 giorni.

## Distribuzione e habitat
Questa specie è diffusa nella parte settentrionale dell'Australia, da Capo York, nel Queensland settentrionale fino alla regione di Pilbara nell'Australia Occidentale. È inoltre presente sulle isole di Serrurier e Thevenard, nell'Australia Occidentale.
Vive in praterie, boscaglie di Acacia e savane alberate.

## Conservazione
La IUCN Red List, considerato il vasto areale, la popolazione numerosa e l'assenza di reali minacce, classifica L.lakedownensis come specie a rischio minimo (Least Concern).